# Мисија мајора Атертона
Мисија мајора Атертона је југословенска телевизијска серија, снимљена у продукцији ТВ Сарајево 1986. године. Радња серије прати британску мисију Хидра.

## Епизоде
| Сезона | Епизода | Назив | Датум          |
| ------ | ------- | ----- | -------------- |
| 1      | 1       | /     | 11. маја 1986. |
| 1      | 2       | /     | 18. маја 1986. |
| 1      | 3       | /     | 25. маја 1986. |

## Улоге
| Глумац            | Улога                                    |
| ----------------- | ---------------------------------------- |
| Матјаж Вишнар     | Мајор Теренс Атертон (3 еп. 1986)        |
| Милан Штрљић      | Поручник Радован Недељковић (3 еп. 1986) |
| Милан Водопивец   | Патрик О'Конор (3 еп. 1986)              |
| Марко Тодоровић   | Јосип Броз Тито (2 еп. 1986)             |
| Иван Бекјарев     | (2 еп. 1986)                             |
| Раде Бојат        | (2 еп. 1986)                             |
| Раде Чоловић      | (2 еп. 1986)                             |
| Јовица Јасин      | (2 еп. 1986)                             |
| Бранко Личен      | (2 еп. 1986)                             |
| Михајло Мрваљевић | (2 еп. 1986)                             |
| Бора Ненић        | (2 еп. 1986)                             |
| Тахир Никшић      | (2 еп. 1986)                             |
| Момо Пићурић      | (2 еп. 1986)                             |
| Зоран Ранкић      | генерал Љубо Новаковић (2 еп. 1986)      |
| Ковиљка Шипка     | (2 еп. 1986)                             |
| Влајко Шпаравало  | Благојевић, власник дућана (2 еп. 1986)  |
| Боро Стјепановић  | Атертонов домаћин (2 еп. 1986)           |
| Небојша Шурлан    | (2 еп. 1986)                             |
| Душан Војновић    | Влада Зечевић (2 еп. 1986)               |

 Остале улоге  ▼
| Глумац                  | Улога                                 |
| ----------------------- | ------------------------------------- |
| Данило Лазовић          | Командир чете (1 еп. 1986)            |
| Миодраг Кривокапић      | Ђукан Радовић (1 еп. 1986)            |
| Добрица Агатановић      | (1 еп. 1986)                          |
| Марко Баћовић           | студент Момо, преводилац (1 еп. 1986) |
| Изудин Бајровић         | Партизан (1 еп. 1986)                 |
| Зоран Бечић             | Ђенерал (1 еп. 1986)                  |
| Сеад Бејтовић           | (1 еп. 1986)                          |
| Деметер Битенц          | (1 еп. 1986)                          |
| Бранимир Брстина        | Партизан бјегунац (1 еп. 1986)        |
| Мирко Буловић           | Пуковник Бајо Станишић (1 еп. 1986)   |
| Божидар Буњевац         | (1 еп. 1986)                          |
| Харис Бурина            | (1 еп. 1986)                          |
| Љиљана Драгутиновић     | Нападнута жена (1 еп. 1986)           |
| Адмир Гламочак          | (1 еп. 1986)                          |
| Ранко Гучевац           | (1 еп. 1986)                          |
| Радојко Јоксић          | (1 еп. 1986)                          |
| Драган Јовичић          | исљедник (1 еп. 1986)                 |
| Милош Кандић            | четник (1 еп. 1986)                   |
| Милутин Караџић         | Никола (1 еп. 1986)                   |
| Жељко Кецојевић         | (1 еп. 1986)                          |
| Владо Керошевић         | говорник (1 еп. 1986)                 |
| Звонко Лепетић          | Спасоје Дакић(1 еп. 1986)             |
| Вељко Мандић            | Старац (1 еп. 1986)                   |
| Петар Мојаш             | (1 еп. 1986)                          |
| Заим Музаферија         | (1 еп. 1986)                          |
| Младен Нелевић          | Партизан бунџија (1 еп. 1986)         |
| Ратко Петковић          | (1 еп. 1986)                          |
| Метод Певец             | (1 еп. 1986)                          |
| Велимир Пшеничник Њирић | (1 еп. 1986)                          |
| Мијат Радоњић           | Партизан бјегунац (1 еп. 1986)        |
| Жељко Радуновић         | (1 еп. 1986)                          |
| Исмета Сарић            | (1 еп. 1986)                          |
| Будимир Секуловић       | (1 еп. 1986)                          |
| Марко Симчић            | (1 еп. 1986)                          |
| Љубо Шкиљевић           | (1 еп. 1986)                          |
| Сташа Томас             | (1 еп. 1986)                          |
| Иво Вукчевић            | (1 еп. 1986)                          |
| Фарук Задић             | (1 еп. 1986)                          |

Комплетна ТВ екипа  ▼
| Редитељ                   | Сава Мрмак           | (3 еп. 1986)                         |
| Сценариста                | Синиша Павић         | (3 еп. 1986)                         |
| Продуцент                 | Един Лонић           | (3 еп. 1986)                         |
| Продуцент                 | Бранислав Спасојевић | (3 еп. 1986)                         |
| Композитор                | Варткес Баронијан    | (3 еп. 1986)                         |
| Директор фотографије      | Мирослав Бенковић    | (3 еп. 1986)                         |
| Mонтажер                  | Ратко Бошковић       | (3 еп. 1986)                         |
| Mонтажер                  | Зијад Мехиц          | (3 еп. 1986)                         |
| Сценограф                 | Владимир Перковић    | (3 еп. 1986)                         |
| Уметнички директор        | Халид Патковић       | (3 еп. 1986)                         |
| Декоратер сцене           | Ибро Имамовић        | (3 еп. 1986)                         |
| Декоратер сцене           | Рамо Клепо           | (3 еп. 1986)                         |
| Костимограф               | Мирјана Остојић      | (3 еп. 1986)                         |
| Одсек за шминку           | Елма Хамзић          | шминкер (3 еп. 1986)                 |
| Одсек за шминку           | Шукрија Шаркић       | шминкер (3 еп. 1986)                 |
| Одсек за шминку           | Нада Весилиновић     | шминкер (3 еп. 1986)                 |
| Менаџер продукције        | Раде Бојат           | вођа снимања (3 еп. 1986)            |
| Менаџер продукције        | Катарина Грегурић    | директор филма (3 еп. 1986)          |
| Помоћник режије           | Амир Бегић           | други помоћник редитеља (3 еп. 1986) |
| Помоћник режије           | Мирза Хасимбеговић   | други помоћник редитеља (3 еп. 1986) |
| Помоћник режије           | Радојко Јоксић       | први помоћник редитеља (3 еп. 1986)  |
| Уметнички одсек           | Хасиб Бичић          | паинтер (3 еп. 1986)                 |
| Уметнички одсек           | Едуард Фићко         | сценски реквизитер (3 еп. 1986)      |
| Уметнички одсек           | Милан Маркоч         | сценски реквизитер (3 еп. 1986)      |
| Уметнички одсек           | Харис Сарван         | сценски реквизитер (3 еп. 1986)      |
| Одсек за звук             | Фуад Мулахасановић   | микроман (3 еп. 1986)                |
| Одсек за звук             | Богољуб Николић      | тон мајстор (3 еп. 1986)             |
| Одсек за звук             | Незир Трго           | микроман (3 еп. 1986)                |
| Специјални ефекти         | Влатко Милићевић     | пиротехничар (3 еп. 1986)            |
| Одсек за камеру и расвету | Азис Арнаутовић      | техничар за расвету (3 еп. 1986)     |
| Одсек за камеру и расвету | Чедо Дмитровић       | први асистент сниматеља (3 еп. 1986) |
| Одсек за камеру и расвету | Вехбија Џеко         | пратилац камере (3 еп. 1986)         |
| Одсек за камеру и расвету | Џевад Габела         | сценски радник (3 еп. 1986)          |
| Одсек за камеру и расвету | Азем Херовић         | сценски радник (3 еп. 1986)          |
| Одсек за камеру и расвету | Сеад Хоџић           | пратилац камере (3 еп. 1986)         |
| Одсек за камеру и расвету | Ибро Хукара          | техничар за расвету (3 еп. 1986)     |
| Одсек за камеру и расвету | Здравко Калановић    | вођа расвете (3 еп. 1986)            |
| Одсек за камеру и расвету | Борислав Клачар      | техничар за осветљење (3 еп. 1986)   |
| Одсек за камеру и расвету | Бошко Ковачевић      | техничар за осветљење (3 еп. 1986)   |
| Одсек за камеру и расвету | Рамиз Ковачевић      | пратилац камере (3 еп. 1986)         |
| Одсек за камеру и расвету | Младен Мићевић       | први асистент сниматеља (3 еп. 1986) |
| Одсек за камеру и расвету | Роберт Овничевић     | техничар за осветљење (3 еп. 1986)   |
| Одсек за камеру и расвету | Едхем Пањета         | сниматељ (3 еп. 1986)                |
| Одсек за камеру и расвету | Хамдија Заметица     | Шеф расвете (3 еп. 1986)             |
| Одсек за костим           | Емира Калиман        | асистент костимграфа (3 еп. 1986)    |
| Одсек за костим           | Томислав Корело      | гардеробер (3 еп. 1986)              |
| Одсек за костим           | Олга Скоробац        | гардеробер (3 еп. 1986)              |
| Одсек за монтажу          | Емир Салтагиц        | видео миксер (3 еп. 1986)            |
| Остала екипа              | Мирослав Аврам       | лектор (3 еп. 1986)                  |
| Остала екипа              | Златомир Бан         | секретар продукције (3 еп. 1986)     |
| Остала екипа              | Милица Мрмак         | секретар режије (3 еп. 1986)         |
| Остала екипа              | Бранко Сух           | секретар продукције (3 еп. 1986)     |
| Остала екипа              | Душан Вилић          | технички консултант (3 еп. 1986)     |